# Shelbyville (Tennessee)
Shelbyville ist eine Stadt (mit dem Status „City“) und Verwaltungssitz des Bedford County im US-amerikanischen Bundesstaat Tennessee. Das U.S. Census Bureau hat bei der Volkszählung 2020 eine Einwohnerzahl von 23.557 ermittelt.

## Geografie
Shelbyville liegt mittleren Süden Tennessees beiderseits des Duck River, der über den Tennessee River und den Ohio zum Stromgebiet des Mississippi gehört.
Die geografischen Koordinaten von Shelbyville sind 35°29′00″ nördlicher Breite und 86°27′37″ westlicher Länge. Das Stadtgebiet erstreckt sich über eine Fläche von 48,2 km².
Nachbarorte von Shelbyville sind Bell Buckle (17,5 km nordöstlich), Wartrace (15 km ostnordöstlich), Normandy (19,3 km ostsüdöstlich), Lynchburg (26 km südsüdöstlich), Petersburg (27,6 km südwestlich) und Unionville (20,4 km nordwestlich).
Die nächstgelegenen Großstädte sind Tennessees Hauptstadt Nashville (86,5 km nordnordwestlich), Louisville in Kentucky (354 km nordnordöstlich), Knoxville (284 km ostnordöstlich), Chattanooga (157 km südöstlich), Atlanta in Georgia (342 km in der gleichen Richtung), Birmingham in Alabama (254 km südlich) und Tennessees größte Stadt Memphis (385 km westlich).

## Verkehr
Der U.S. Highway 231 verläuft in Nord-Süd-Richtung durch Shelbyville. Daneben treffen die Tennessee State Routes 16, 64, 82, 130, 387 und 437 in Shelbyville zusammen. Alle weiteren Straßen sind untergeordnete Landstraßen, teils unbefestigte Fahrwege sowie innerstädtische Verbindungsstraßen.
Im nordöstlichen Zentrum von Shelbyville endet die einzige Strecke der Walking Horse an Easter Railroad, einer Local Railroad, die in Wartrace von einer Strecke der  CSX Transportation abzweigt.
Mit dem Bomar Field-Shelbyville Municipal Airport befindet sich in einer nördlichen Enklave des Stadtgebiets ein kleiner Flugplatz. Der nächste Großflughafen ist der 86,5 km nordnordwestlich gelegene Nashville International Airport.

## Bevölkerung
Nach der Volkszählung im Jahr 2010 lebten in Shelbyville 20.335 Menschen in 7275 Haushalten. Die Bevölkerungsdichte betrug 421,9 Einwohner pro Quadratkilometer. In den 7275 Haushalten lebten statistisch je 2,74 Personen.
Ethnisch betrachtet setzte sich die Bevölkerung zusammen aus 68,3 Prozent Weißen, 14,1 Prozent Afroamerikanern, 0,5 Prozent amerikanischen Ureinwohnern, 0,7 Prozent Asiaten, 0,2 Prozent Polynesiern sowie 12,9 Prozent aus anderen ethnischen Gruppen; 3,3 Prozent stammten von zwei oder mehr Ethnien ab. Unabhängig von der ethnischen Zugehörigkeit waren 20,3 Prozent der Bevölkerung spanischer oder lateinamerikanischer Abstammung.
28,5 Prozent der Bevölkerung waren unter 18 Jahre alt, 59,3 Prozent waren zwischen 18 und 64 und 12,2 Prozent waren 65 Jahre oder älter. 51,0 Prozent der Bevölkerung waren weiblich.

Das mittlere jährliche Einkommen eines Haushalts lag bei 27.160 USD. Das Pro-Kopf-Einkommen betrug 14.331 USD. 29,9 Prozent der Einwohner lebten unterhalb der Armutsgrenze.

## Bekannte Bewohner
- Daniel Laurens Barringer (1788–1852), 1826–1835 demokratischer Abgeordneter des US-Repräsentantenhauses – lebte am Ende seines Lebens in Shelbyville und ist hier beigesetzt
- James L. Bomar (1914–2001), 1963–1965 Vizegouverneur von Tennessee – begann seine Karriere als Anwalt in Shelbyville
- Edmund Cooper (1821–1911), 1866–1867 unionistischer Abgeordneter des US-Repräsentantenhauses – lebte lange in Shelbyville und ist hier beigesetzt
- Henry Cooper (1827–1884), demokratischer US-Senator von Tennessee (1871–1877) – besuchte die Schule in Shelbyville
- Prentice Cooper (1895–1969), 43. Gouverneur von Tennessee – geboren in Shelbyville
- George de Forest Brush (1855–1941), Maler
- William L. Frierson (1868–1953), 1920–1921 US-Generalstaatsanwalt – geboren in Shelbyville
- John Alexander Greer (1802–1855), 1847–1851 Vizegouverneur von Texas – geboren und aufgewachsen in Shelbyville
- William C. Houston (1852–1931), 1905–1919 demokratischer Abgeordneter des US-Repräsentantenhauses – geboren in Shelbyville
- Sondra Locke (1944–2018), Schauspielerin und Regisseurin – geboren und aufgewachsen in Shelbyville
- James Mullins (1807–1873), republikanischer Abgeordneter des US-Repräsentantenhauses – lebte in Shelbyville und ist hier beigesetzt
- Barry Stewart (* 1988), Basketballprofi – geboren und aufgewachsen in Shelbyville
- Lewis Tillman (1816–1886), republikanischer Abgeordneter des US-Repräsentantenhauses – geboren und aufgewachsen in Shelbyville
- R. Ewing Thomason (1879–1973), 1931–1949 demokratischer Abgeordneter des US-Repräsentantenhauses – geboren in Shelbyville
- Harvey Magee Watterson (1811–1891), 1839–1843 demokratischer Abgeordneter des US-Repräsentantenhauses – begann seine Karriere als Anwalt in Shelbyville